# Onderklasse (maatschappij)
De onderklasse is de sociale klasse die op de allerlaagste treden van de maatschappelijke ladder staat, stelselmatig in armoede leeft en daardoor grotendeels buiten het economische en maatschappelijke verkeer valt. De term kan, afhankelijk van de context, gebruikt worden ter aanduiding van bijvoorbeeld langdurig werklozen, dak- en thuislozen, kleine criminelen, onaangepasten, laaggeletterden, leden van onderdrukte bevolkingsgroepen, etc.